# Bürgermeisteramt Korschenbroich

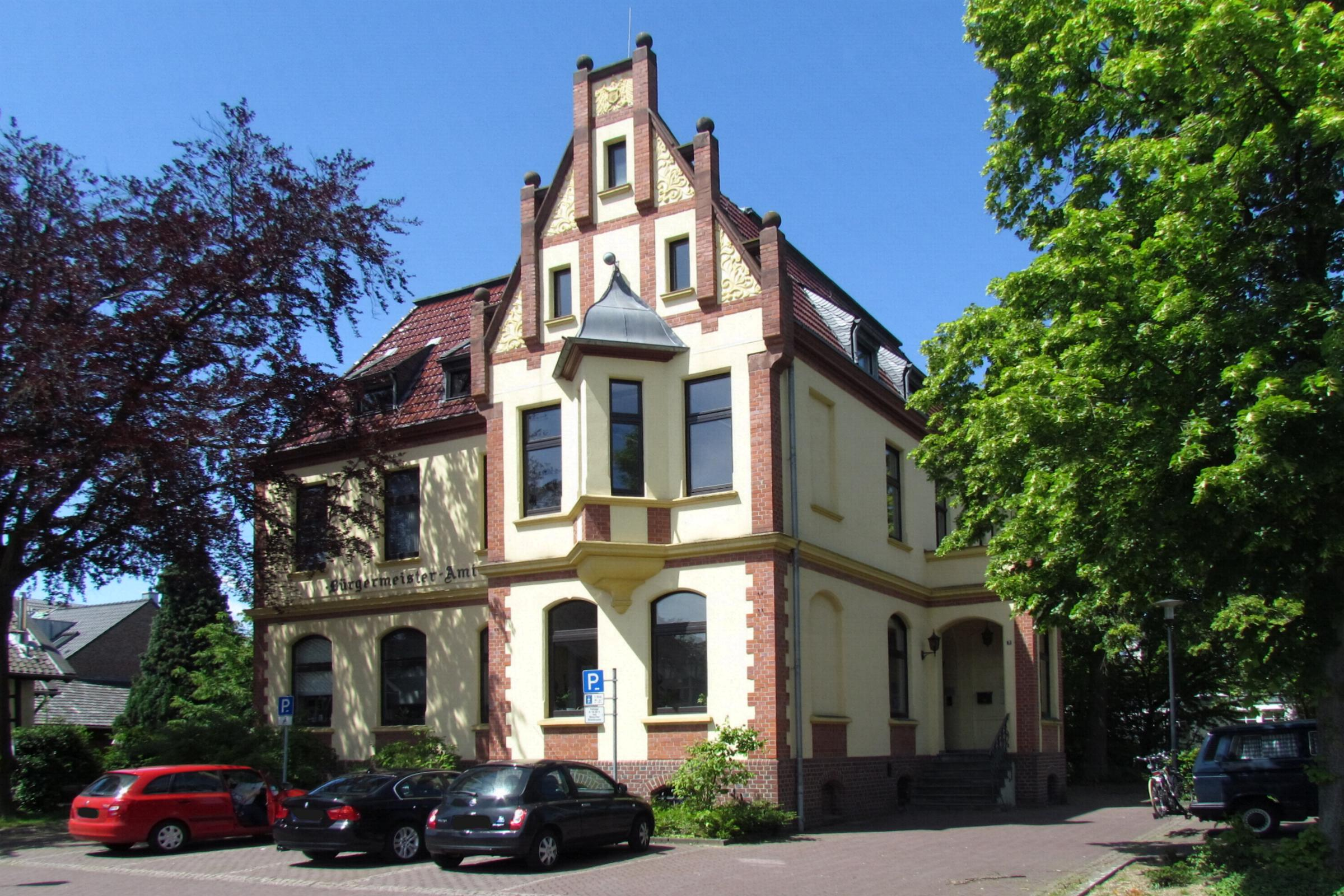
Bürgermeisteramt

Das Bürgermeisteramt Korschenbroich steht in Korschenbroich  im Rhein-Kreis Neuss in Nordrhein-Westfalen, Regentenstraße 1.
Das Gebäude wurde 1902 erbaut und unter Nr. 021 am 22. August 1985 in die Liste der Baudenkmäler in Korschenbroich eingetragen.

## Architektur
Es handelt sich um ein zweigeschossiges Haus in fünf Achsen aus Backsteinen, die verputzt sind. Die rechten zwei Achsen sind vorgezogen, übergiebelt und durch Erker betont, darüber ein Walmdach. Der seitliche Eingang ist überdacht und vorgezogen. Die Fenster wurden teilweise verändert.